# Call the Police (песня)
«Call the Police» (Вызови полицию) — песня, записанная румынской супергруппой G Girls. Она стала доступна по всему миру в цифровом формате 14 июня 2016 года через Global Records и Roton, а 15 июля 2016 года — была выпущена компанией Ego в Италии. Является «типичной» песней евроданса, в которой в музыке присутствует «румынский танец музыки».